# The Word Alive
Pour les articles homonymes, voir Deceiver.
The Word Alive — souvent appelé à tort The World Alive,, — est un groupe américain de metalcore, originaire de Phoenix, en Arizona.

## Histoire

### Débuts
The Word Alive est formé en 2008 par Craig Mabbitt (chant), Zack Hansen (guitare) et Tony Pizzuti (guitare), anciens membres des groupes Clouds Take Shape et Calling of Syrens,. En tant que projet secondaire de Mabbitt pendant sa participation à Escape the Fate, les autres membres nécessaires qu'il a recrutés pour créer The Word Alive ont été Nick Urlacher (guitare basse), Dusty Riach (claviers) et Tony Aguilera (batterie). Le groupe enregistre des chansons avec l'intention de les publier sous la forme d'un EP éponyme, qui n'a jamais été officiellement publié, mais qui fuite sur des réseaux P2P tels que Soulseek.
En mars 2009, le groupe signe un contrat avec un nouveau label, plus tard dans le mois, le groupe confirme officiellement que le label avec lequel il avait signé était Fearless Records. Le groupe entreprend de créer un EP à sortir par l'intermédiaire du label, intitulé Empire et enregistre avec le producteur Andrew Wade à Ocala, en Floride. Il sort le 21 juillet 2009 et atteint la 15e place du classement Billboard Heatseeker.
En avril 2010, le groupe entre en studio à Ocala, en Floride, avec Andrew Wade pour enregistrer leur premier album studio, Deceiver. Le leader Tyler Smith déclare : « On voulait améliorer tous les aspects de nos chansons par rapport à Empire. Quand on est lourds, c'est plus lourd. Quand on fait les choses en grand, elles sont énormes ! Lorsque on ralentit, c'est quelque chose de magnifique. » Une fois le processus d'enregistrement de l'album terminé, le groupe accepte d'être l'un des nombreux artistes à se produire au Bamboozle Music Festival dans le New Jersey le 1er mai 2010, et après Bamboozle, The Word Alive participe à une tournée en tête d'affiche avec Stray from the Path pendant deux semaines, également au mois de mai.
Le 1er août 2013, le groupe entre en studio avec Cameron Mizell pour travailler sur leur troisième album studio qui sortira probablement début 2014. Le 18 août, le groupe poste une photo sur Instagram détaillant l'avancement de leur prochain album. Le 27 août 2013, Sumerian Records publie une vidéo de la bande-annonce de la tournée annonçant le Started From The Bottom Now We Here Tour qui est une tournée nord-américaine où The Word Alive sera en co-tête d'affiche avec I See Stars. La tournée comprend également Crown the Empire, Get Scared, Dayshell et Palisades. Le 5 novembre 2013, lors d'une interview avec Smith, le leader du groupe, ce dernier parle du prochain album du groupe qui sortira au printemps 2014. En ce qui concerne le son de l'album, Smith a déclaré que l'album contiendra certaines des chansons les plus lourdes qu'ils aient jamais écrites, ainsi que des chansons qui seront composées uniquement de voix chantées. Il déclare également que l'album est entièrement enregistré, et qu'il est actuellement en cours de masterisation. La raison de ce retard est que le groupe essaie de faire participer certains de ses amis à l'album. Le groupe prévoit également de sortir un single d'ici la fin de l'année. Le 18 décembre, le groupe annonce la tournée The Unconditional Tour qui débutera fin février et en mars avec d'autres groupes comme Memphis May Fire, A Skylit Drive, Hands Like Houses et Beartooth. Plus tard dans la journée, le groupe a publié la première mise à jour studio d'une série prévue pour leur prochain album, dont la sortie est prévue au printemps sur le label Fearless Records.

### Autres albums
Le groupe annonce la sortie de son quatrième album studio, Dark Matter, pour le 18 mars 2016. Le groupe révèle également la liste des titres et une tournée nord-américaine en tête d'affiche avec les soutiens de Fit for a King et Out Came the Wolves Le premier single de l'album, Trapped, sort le 8 janvier 2016. Le 19 février 2016, le groupe sort le deuxième single Sellout. Le 4 mars, ils sortent le troisième et dernier single Made this Way.
En mars 2016, le groupe américain Rainey's Revenge a une altercation avec le responsable de tournées de The Word Alive. En novembre 2016, Luke Holland annonce qu'il quitterait le groupe à la fin de l'année 2016, après avoir terminé leur dernière tournée de l'année, afin de poursuivre d'autres projets musicaux. Parallèlement à cette annonce, le groupe a sorti le 3 novembre 2016 le single Overdose, et annonce sa tournée Overdose Tour, qui se déroulera en novembre et décembre.
Le 29 mars 2018, le groupe annonce la sortie de son cinquième album studio, Violent Noise, pour le 4 mai. Le 30 mars 2018, le groupe sort le premier single de l'album, Red Clouds. Le 20 avril 2018, ils sortent le deuxième et dernier single de l'album, Why Am I Like This ? Le 8 mai 2018, le groupe confirme lors d'un Red AMA que Matt Horn sera leur batteur permanent. Le groupe assure également la première partie de la tournée Hard Feelings Tour de Blessthefall avec Ded, Thousand Below et A War Within qui ont également rejoint le line-up.
Le 22 octobre 2021, le groupe dévoile le single Wonderland accompagné d'un clip réalisé par le chanteur Tyler Smith. En même temps, ils annoncent le départ du batteur Matt Horn et le guitariste fondateur Tony Pizzuti en bons termes. Tyler Ross, anciennement de Being as an Ocean, et Mat Madiro, de From Ashes to New, prennent leur place sur la tournée américaine Horizons de Starset avec All Good Things, qui débute en novembre 2021,. Le 16 novembre 2022, le groupe publie une vidéo annonce pour la chanson Nocturnal Future, sortie le 17 novembre. Ce jour-là, le groupe dévoile officiellement le single et le clip vidéo correspondant. En outre, le groupe annonce également sa sépararation de Fearless Records et sa signature avec Thriller Records,,,.
Le 3 mars 2023, le groupe publie un deuxième single intitulé New Reality accompagné d'un clip vidéo. Le 19 mai, le groupe présente le troisième single Strange Love. Le 22 juin 2023, le groupe publie le quatrième single Slow Burn et annonce que son septième album studio, Hard Reset, sortira le 25 août 2023. Le 7 juillet, le clip de Slow Burn est diffusé sur la chaîne YouTube du groupe. Le 4 août 2023, trois semaines avant la sortie de l'album, le groupe sort le cinquième et dernier single Hate Me avec Julian Comeau de Loveless.

## Discographie

### Albums studio
- 2010 : Deceiver (Fearless Records)
- 2012 : Life Cycles (Fearless Records)
- 2014 : Real. (Fearless Records)
- 2016 : Dark Matter (Fearless Records)
- 2018 : Violent Noise (Fearless Records)
- 2020 : Monomania (Fearless Records)
- 2023 : Hard Reset (Thriller Records)

### EP
- 2009 : Empire (Fearless Records)